# 남부주 (시에라리온)

남부주

남부주(Southern Province)는 시에라리온을 구성하는 4개의 행정 구역 가운데 하나로 주도는 보이며 면적은 19,694km2, 인구는 1,438,572명(2015년 기준)이다. 남동쪽으로는 라이베리아와 국경을 접하고 있고 북서쪽으로는 서부구, 북쪽으로는 북부주, 동쪽으로는 동부주와 접한다. 3개 구를 관할한다.

## 남부주의 구 목록
- 보구 (Bo District) - 행정 중심지: 보
- 본테구 (Bonthe District) - 행정 중심지: 마트루종
- 모얌바구 (Moyamba District) - 행정 중심지: 모얌바
- 푸제훈구 (Pujehun District) - 행정 중심지: 푸제훈

## 같이 보기
- 시에라리온의 행정 구역